# Venturia malaisei
Venturia malaisei là một loài tò vò trong họ Ichneumonidae.